# إقليم الساحل الغربي
إقليم الساحل الغربي (بالإنجليزية: West Coast, New Zealand)‏ هو أقليم في نيوزيلندا، عاصمته غرايموث، تبلغ مساحته 23٬276 كيلومتر مربع.

## المناخ
يظهر الجدول التالي التغييرات المناخية على مدار السنة لإقليم الساحل الغربي:
| البيانات المناخية لـإقليم الساحل الغربي | البيانات المناخية لـإقليم الساحل الغربي | البيانات المناخية لـإقليم الساحل الغربي | البيانات المناخية لـإقليم الساحل الغربي | البيانات المناخية لـإقليم الساحل الغربي | البيانات المناخية لـإقليم الساحل الغربي | البيانات المناخية لـإقليم الساحل الغربي | البيانات المناخية لـإقليم الساحل الغربي | البيانات المناخية لـإقليم الساحل الغربي | البيانات المناخية لـإقليم الساحل الغربي | البيانات المناخية لـإقليم الساحل الغربي | البيانات المناخية لـإقليم الساحل الغربي | البيانات المناخية لـإقليم الساحل الغربي | البيانات المناخية لـإقليم الساحل الغربي |
| الشهر                                   | يناير                                   | فبراير                                  | مارس                                    | أبريل                                   | مايو                                    | يونيو                                   | يوليو                                   | أغسطس                                   | سبتمبر                                  | أكتوبر                                  | نوفمبر                                  | ديسمبر                                  | المعدل السنوي                           |
| --------------------------------------- | --------------------------------------- | --------------------------------------- | --------------------------------------- | --------------------------------------- | --------------------------------------- | --------------------------------------- | --------------------------------------- | --------------------------------------- | --------------------------------------- | --------------------------------------- | --------------------------------------- | --------------------------------------- | --------------------------------------- |
| متوسط درجة الحرارة الكبرى °م (°ف)       | —                                       | 19.8 (67.6)                             | 18.8 (65.8)                             | 16.6 (61.9)                             | 14.3 (57.7)                             | 12.3 (54.1)                             | 11.9 (53.4)                             | 12.6 (54.7)                             | 13.8 (56.8)                             | 14.9 (58.8)                             | 16.4 (61.5)                             | 18.2 (64.8)                             | 15.7 (60.3)                             |
| متوسط درجة الحرارة الصغرى °م (°ف)       | 11.7 (53.1)                             | 11.9 (53.4)                             | 10.7 (51.3)                             | 8.5 (47.3)                              | 6.0 (42.8)                              | 3.8 (38.8)                              | 2.9 (37.2)                              | 4.0 (39.2)                              | 5.8 (42.4)                              | 7.3 (45.1)                              | 8.7 (47.7)                              | 10.7 (51.3)                             | 7.7 (45.9)                              |
| معدل هطول الأمطار مم (إنش)              | 242.3 (9.54)                            | 178.9 (7.04)                            | 215.0 (8.46)                            | 235.8 (9.28)                            | 242.1 (9.53)                            | 249.3 (9.81)                            | 219.3 (8.63)                            | 231.9 (9.13)                            | 256.5 (10.10)                           | 276.3 (10.88)                           | 239.6 (9.43)                            | 268.5 (10.57)                           | 2٬849٫7 (112.19)                        |
| متوسط الأيام الممطرة (≥ 1.0 mm)         | 12.4                                    | 10.4                                    | 12.6                                    | 13.3                                    | 14.7                                    | 13.8                                    | 13.5                                    | 14.8                                    | 16.8                                    | 17.3                                    | 15.0                                    | 15.8                                    | 170.5                                   |
| ساعات سطوع الشمس الشهرية                | 209.5                                   | 186.8                                   | 171.9                                   | 139.9                                   | 119.2                                   | 104.0                                   | 124.3                                   | 138.9                                   | 142.8                                   | 164.1                                   | 181.1                                   | 194.6                                   | 1٬877                                   |
| المصدر: CliFlo                          |                                         |                                         |                                         |                                         |                                         |                                         |                                         |                                         |                                         |                                         |                                         |                                         |                                         |

## أعلام
- كاترين هيل